# いとうりな
いとう りな（Rina Ito、1986年10月24日 - ）は、日本のレースクイーン、タレント、ドライバー。旧芸名は伊東りな（読みは同じ）。神奈川県出身。所属事務所は（株）ラブリリーブレス。あかひげ薬局の歴代イメージガールの一人。

## 人物
- 趣味：コンビニでの立ち読み、プラモデル作り、ブログ、スノーボード
- 特技：スピードを出すこと、自転車パンク直し
- 資格：FIA/JAF国際B級ライセンス、カートB級ライセンス、小型船舶2級免許、大型二輪免許、普通自動車MT免許、PADIアドバンス&レスキューダイバー[3]
- タレントでヨガインストラクターの庄司ゆうこと仲が良い[5]。
- 弟が2人いる[6]。
- 愛犬：LOVE♀（トイプードル）

## 来歴

### レースクイーン
- 2006年 8時間耐久レース UEMATSUギャル
- 2006年 スーパー耐久レース 洗剤革命ギャル
- 2007年 スーパーGT TEAM UEMATSU洗剤革命ギャル
- 2007年 モトGP 茂木 KawasakiモトGPギャル
- 2007年 F1世界GP in富士 グリッドガール
- 2008年 スーパーGT Team UEMATSU NOVA UEMATSUレディース（相方：石井奈津子）
- 2009年 スーパーGT 石松withアークテックGT3 石松Queen's Tokyoガール
- 2010年 スーパーGT JIM GAINER TIGER GAL（相方：琴葉マリア）
- 2012年 スーパーGT Racerbook 紅天狗GAL（相方：清水綾）
- 2013年 スーパーGT 沖縄IMPレーシングチーム美らSUNレディー（相方：如月くるみ）
- 2014年 スーパーGT 東名スポーツ 沖縄美らSUNレディー
- 2015年 スーパーGT RUN UP sports エンジェルズ
- 2016年 スーパーGT RUNUP sports RUNUPガール
- 2017年 スーパーGT RUNUP sports RIVAUXガール

### ドライバー
- 2008年 K-TAIスポーツカート
- 2009年 K-TAIスポーツカート
- 2009年 K-TAIスポーツカート
- 2010年 テギミジェットカー優勝

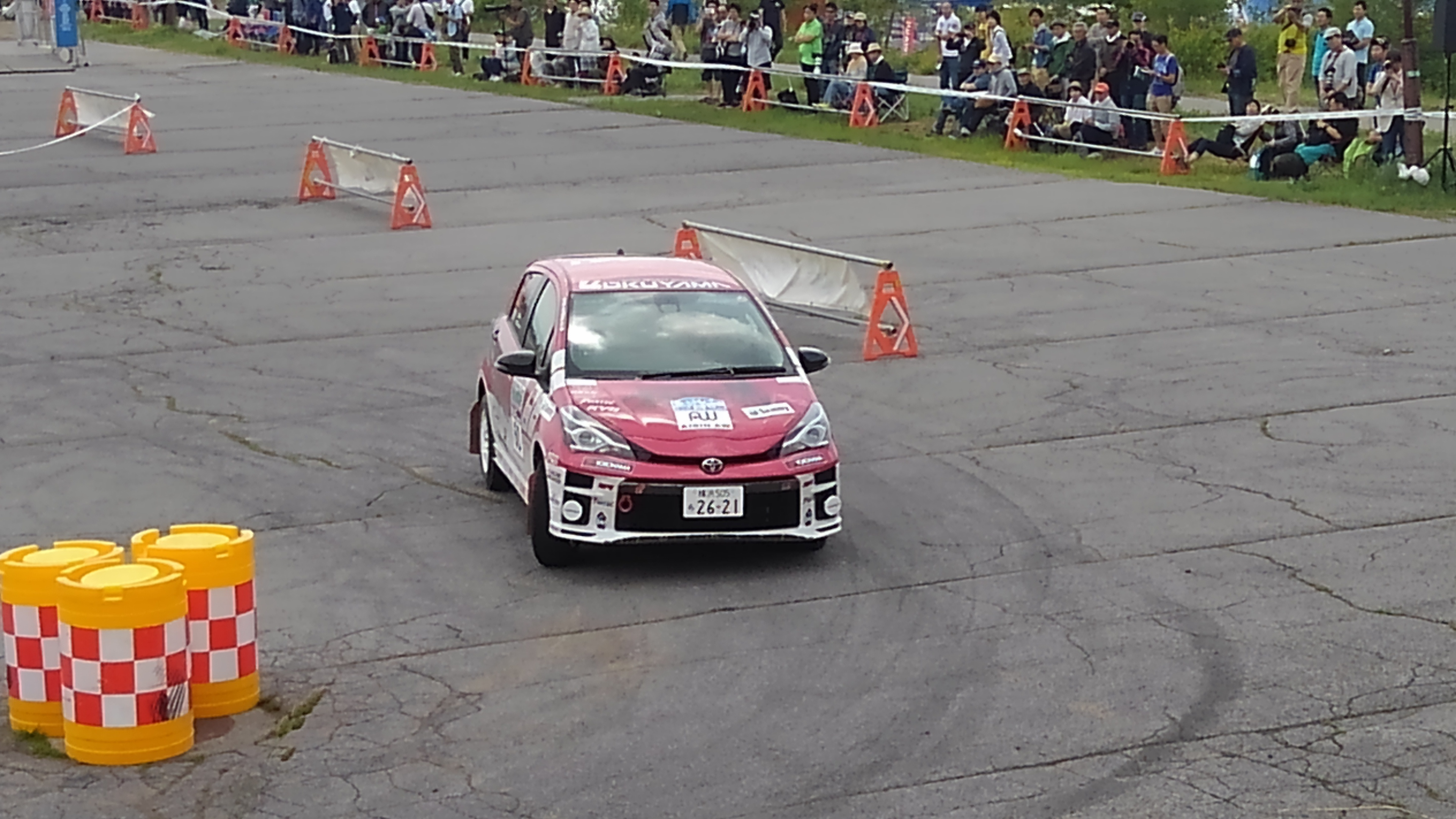
モントレー2018にて、いとうが駆るトヨタ・ヴィッツ

- 2011年 全日本ラリー選手権シリーズ参戦
- 2011年 全日本ラリー選手権第7戦 JN-2クラス 6位入賞
- 2012年 全日本ラリー選手権シリーズ参戦
- 2012年 NACエンジョイカップ 優勝
- 2012年 もてぎ Enjoy耐久レース クラス5位
- 2012年 もてぎKART耐久フェスティバル"K-TAI"7位
- 2012年 スーパー耐久
  - 第4戦in岡山 ST-5クラス 3位入賞
  - 第5戦in鈴鹿 ST-5クラス 優勝＆3位入賞
- 2013年 富士チャンピオンカップ 第2戦86/BRZクラス3位入賞
- 2013年 86/BRZレース
- 2013年 韓国レース KSF＆スーパーレース参戦
- 2014年 BICC嬬恋ラリー 東日本選手権参戦
- 2014年 アジアパシフィックラリー選手権inワンガレー参戦
- 2014年 全日本ラリー選手権シリーズ参戦
- 2015年 全日本ラリー選手権第3戦 JN3クラス3位入賞
- 2015年 東日本ラリー選手権 シリーズランキング6位
- 2015年 アジアパシフィックラリー選手権inワンガレー参戦
- 2015年 鈴鹿クラブマンレースFE クラス4位入賞
- 2015年 韓国スピードフェスティバル(KSF)シリーズ参戦
- 2015年 SUPER BATTLE of MINIin筑波 最終戦参戦
- 2016年 86/BRZワンメイクレース プロクラス参戦 Team BRIDE
- 2016年 SUPER BATTLE of MINI
- 2016年 TOYOTA GAZOO Racingラリーチャレンジin福島 C-0クラス優勝 Team オクヤマ
- 2017年 タイTOYOTA Vios One Make Race Ladycupシリーズチャンピオン
- 2017年 SUPER BATTLE of MINI
- 2017年 全日本ラリー選手権JN-1シリーズ6位
- 2017年 KYOJO Cup AEON MALL号参戦
- 2019年 全日本ラリー選手権JN6クラスシリーズ2位

### イベントモデル等
- 2006年 東京ゲームショー SONYブース
- 2006年 サイクリングショー
- 2007年 東京オートサロン データーシステム R-SPECガール
- 2007年 モーターサイクルショー KAWASAKI KAZEギャル
- 2007年 東京モーターショー KAWASAKIブース
- 2008年 東京オートサロン DUPガールズ
- 2008年 大阪オートメッセ DUPガールズ
- 2008年 インターナショナルボートショー KAWASAKIブース
- 2010年 東京オートサロン ベストカーブース
- 2012年 東京オートサロン MZ Racingブース トークショーゲスト
- 2013年 東京オートサロン プロジェクトμブース
- 2015年 東京オートサロン K-oneブース
- 2016年 東京オートサロン 86ガレージブース
- 2017年・2018年・2019年 東京オートサロン オクヤマブース[2]

## 出演

### テレビ
- テレビ東京 今夜もドル箱!!R Qガール
- テレビ埼玉 CAR’Xs（カー・エックス）
- テレビ朝日 お願い!ランキング「ベストカップUSA」
- CM TOYO TIRES「鬼の逆襲」
- CM スパイラルネット

## リリース作品

### DVD
- 1st.DVD「りなにPit in」（2008年2月）
- 2nd.DVD「がんばり～な」
- RQメジャーズ いとうりな（2010年7月）

### CD
- 1st『SHOW-WA』2009年11月4日発売

全10曲オールカバー曲。
- 2nd『Hey-Say!』2010年7月7日発売

全10曲オールカバー曲
- 1stシングル『missing』2011年10月5日発売

全4曲オリジナル4曲＋カラオケ（インスト）2曲